# 암미나답

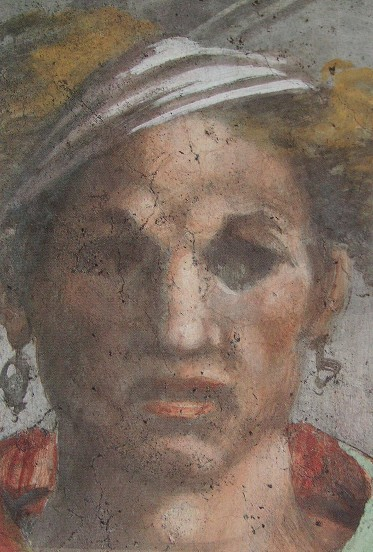

암미나답(히브리어: עַמִּינָדָב, 'Ammīnāḏāḇ, "내 백성은 고귀하다")은 출애굽기에 언급된 인물이다. 그는 모세의 형인 대제사장 아론의 장인이다.
암미나답은 또한 룻기(마태복음과 누가복음 포함)에도 다윗 왕의 조상이자 따라서 예수의 조상인 나손의 아버지로 언급되어 있다.
같은 이름이 사무엘서에 언급되어 있다. 이 암미나답은 야곱의 아들들의 혈통에 언급된 이스라엘 사람이었다(출 6:14-28). 마태복음 1:1-16은 조상과 후손에 대한 완전한 기록을 보여준다. 그는 장막에서 봉사했을 것으로 추정된다. 그는 블레셋 사람에게서 언약궤를 예루살렘으로 다시 가져오는 큰 영광을 받은 112명의 레위 사람 중 한 사람이었다.

## 역사
성서 족보에 따르면 그는 람('아람'이라고도 함)의 아들이었다. 그는 고대 이집트에서 이스라엘이 포로로 잡혀갈 때 태어났다. 람은 유다의 증손자였다. 암미나답은 유다 지파의 우두머리인 나손의 아버지이다(민 1:7; 2:3; 7:12, 17; 10:14). 그의 딸 엘리세바는 아론의 아내였으며(출 6:23), 그를 아론의 장인으로 만들었다.
암미나답은 시스티나 예배당의 루네트에 그려진 예수의 조상 중 한 명이다.